# Rhyacophila tsering
Rhyacophila tsering är en nattsländeart som beskrevs av Schmid 1970. Rhyacophila tsering ingår i släktet Rhyacophila och familjen rovnattsländor. Inga underarter finns listade i Catalogue of Life.